# Тайные соперники 2
«Та́йные сопе́рники 2» (кит. трад. 南拳北腿鬥金狐, упр. 南拳北腿斗金狐, палл. Нань цюань бэй туй доу цзинь ху, буквально: «Южный Кулак и Северная Нога сражаются с Золотым Лисом») — гонконгский фильм с боевыми искусствами, премьера которого состоялась в 1977 году. Съёмки проходили в Южной Корее. Приквел, срежиссированный Ын Сиюнем, получил высокие оценки кинозрителей, поэтому он снял продолжение.

## Сюжет
Фильм начинается со сцены, которой закончился первый фильм: смерть злого мастера кунг-фу, Серебряного Лиса. В связи с гибелью Лиса, появляется его брат по прозвищу Золотой Лис, который клянётся отомстить Северной Ноге и Южному Кулаку. Но Лису не удаётся разыскать Южного Кулака, и вместо этого он противостоит его брату, Шэн Инъу, которого в самый последний момент спасает Северная Нога. После побега два героя объединяются, чтобы победить своего врага. Однако, перед финальным поединком Лис принимает меры предосторожности — берёт с собой восемь опытных бойцов.

## В ролях
- Джон Лю[англ.] — Северная Нога Сяо Юйфэй
- Хван Чжон Ри — Золотой Лис (Цзинь Ху)
- Тино Вон — Шэнь Инъу, младший брат Шэнь Инвэя
- Чарли Чань — Син И
- Кори Юнь[англ.] — приспешник Золотого Лиса
- Сюй Ся — Богомол (Тан Лан)
- Юй Сунчжао — Ху Идао, приспешник Золотого Лиса
- Сам Чхимпо — Шэнь Инъян
- Хон Хон — Цзянь Эр
- Шэнь Тин — дочь Золотого Лиса
- Филлип Ко — Ху Цзюнь
- Хуан Гочжу — боец из Шаньдуна
- Блэкки Ко[англ.] — Цзяо Фэй
- Сюй Тяньдэ — лама

## Съёмочная группа
- Кинокомпания: Seasonal Film Corporation
- Продюсер: Шао Суйтан
- Исполнительный продюсер: Ын Сиюнь
- Режиссёр: Ын Сиюнь
- Сценарист: Ын Сиюнь, Тхун Лоу
- Ассистент режиссёра: Лили Лю, Норман Ло, Че Танпиу
- Постановка боёв: Юнь Вопхин, Кори Юнь[англ.], Юнь Пиу
- Художник: Джонатан Тин
- Дизайнер по костюмам: Вон Сиумань
- Композитор: Чау Фуклён
- Оператор: Уильям Чён
- Грим: Чжоу Линъюань
- Монтажёр: Пхунь Хун

## Прокат в Гонконге
Премьера картины состоялась 20 апреля 1977 года. За девять дней кинопроката фильм собрал кассу в размере 955 420,10 гонконгских долларов, что превосходит кассовые сборы первой части.